# Regina Řeháková
Regina Řeháková (25. července 1892 Broumov – 17. listopadu 1953 Plzeň) byla česká hudební pedagožka a skladatelka.

## Životopis
Rodiče Reginy byli Heinrich Řehák, c. k. komisař okresního hejtmanství a Maria Řeháková-Schützová. Měla čtyři sourozence: Marii Peigerovou-Řehákovou (1. 11. 1880), Jana Řeháka (11. 3. 1882), PhDr. Jindřicha Řeháka (28. 5. 1883) a Julii Řehákovou (4. 11. 1884).
Regina Řeháková se v Praze učila hrát na housle u p. Kirchnera, profesora Suchého, na konzervatoři (1906–1907) u profesora Jana Mařáka, kromě houslí i violu a klavír. Poté absolvovala u profesora Františka Spilky zpěv, dirigování a u profesora Františka Ondříčka mistrovskou školu.
Roku 1914 byla jmenována profesorkou houslového oddělení na ústavu Sacre-Coeur na Smíchově. Od roku 1921 působila na Městské hudební škole Bedřicha Smetany v Plzni. Vychovala řadu houslistů, např. Miloše Macháčka nebo Karla Šnebergra. V Plzni bydlela na adrese Polní 33.

## Dílo

### Hudebniny
- Stupnice pro začátečníky [hudebnina] = Tonleitern für Anfänger = Les gammes pour les débutants: housle: číslo 48 – Plzeň: Theodor Mareš, 1910; 1928
- Etudy v půltónovém systému k prof. Otakara Ševčíka škole pro začátečníky: opus 6. I.–IV. sešit – Plzeň: Theodor Mareš, 1929

- V dětském táboře: 10 kousků pro housle a klavír v 1. poloze: opus 22 – Praha: Karel Barvitius, 1936
- Technická cvičení a etudy pro violu v I. poloze = Technische übungen und etüden für viola in der I. Lage – Plzeň: Theodor Mareš, 1944